# Arno Breker (film)
Pour plus de détails, voir Fiche technique et Distribution.
Arno Breker - Harte Zeit, starke Kunst est un film documentaire allemand réalisé par Hans Cürlis et Arnold Fanck, produit par Leni Riefenstahl et sorti en 1944.

## Sujet
Le documentaire présente le sculpteur allemand Arno Breker qui fut avec Josef Thorak l'un des deux sculpteurs officiels du Troisième Reich.

## Fiche technique
- Titre original : Arno Breker
- Réalisation : Hans Cürlis, Arnold Fanck
- Image : Otto Cürlis, Arnold Fanck, Walter Riml
- Musique originale : Rudolf Perak
- Genre : Documentaire
- Durée : 13 min (court métrage)
- Couleur : Noir et blanc
- Pays :  Reich allemand
- Langue : allemand
- Date de sortie : 1944 (Allemagne)
- Production : Riefenstahl-Film GmbH
- Directeur de production : Walter Traut